# Hryniewicze (Polska)
Hryniewicze – wieś w Polsce położona w województwie podlaskim, w powiecie białostockim, w gminie Juchnowiec Kościelny.
Wieś królewska w starostwie suraskim w ziemi bielskiej województwa podlaskiego w 1795 roku. W latach 1975–1998 miejscowość administracyjnie należała do województwa białostockiego.

## Historia
Wieś powstała przed rokiem 1500. Należała do dóbr królewskich. Wchodziła w skład wójtostwa pomihackiego, włości zamku suraskiego, ekonomii grodzieńskiej.
Na skraju miejscowości przy linii kolejowej nr 32 od 15 grudnia 2019 roku funkcjonuje przystanek osobowy.
Wierni kościoła rzymskokatolickiego należą do parafii św. Jana Pawła II w Ignatkach-Osiedlu.
Zobacz też:
- Hryniewicze Duże
- Hryniewicze Małe